# Насери, Сами
Саи́д «Сами́» Насери́ (фр. Samy Naceri; род. 2 июля 1961, Париж) — французский актёр берберского происхождения, наиболее известный по главной роли Даниэля в фильме «Такси». Получил известность благодаря фильму Raï в 1995 году, за который получил Приз лучшего актёра на Международном кинофестивале в Локарно.
Широкую популярность он приобрёл после роли Даниэля Моралеса в успешной кинофраншизе Такси (1998–2007), Автором идеи, продюсером и сценаристом стал французский режиссёр Люк Бессон. Режиссёрами проекта были Жерар Пирес и Жерар Кравчик. Эти фильмы сделали его одной из главных звёзд французского кино 1990-х и 2000-х годов.
Помимо этой саги, он сыграл в таких фильмах, как Мальчик-с-пальчик (Le Petit Poucet, 2001), Осиное гнездо (Nid de guêpes, 2002), La Mentale (2002) и Дни славы (Indigènes, 2006), за который был удостоен Приза за лучшую мужскую роль на Каннском кинофестивале (совместно с остальными исполнителями главных ролей: Жамель Деббуз, Сами Буажила, Рошди Зем и Бернар Бланкан).
Кроме того, он получил Гран-при за вклад в кинематограф на нескольких международных фестивалях, в том числе в Москве, Монако, Ташкенте.

## Биография

### Ранние годы
Родился в Париже (в IV округе), мать Жаклин — француженка из Нормандии, отец Джилали — алжирец (кабил), приехал из Алжира до обретения им независимости. Сам Насери вырос в скромном жилье, на улице Сен-Мартен с шестью братьями и сестрами, один из них, Ларби (Биби) Насери, также стал актёром. Позднее его семья переехала в парижский пригород Фонтене-су-Буа.
Насери покинул школу в возрасте 16 лет и в последующие годы брался за случайные заработки.

### Карьера
В течение нескольких лет он пытался найти своё место на сцене, но его усилия были вознаграждены лишь участием в массовках. Именно в это время он решил изменить своё имя из Саида (Saïd) в Сами (Samy).
Режиссёр Тома Жилу дал ему первый реальный шанс—роль Нордин в фильме «Рай». Насери впечатлил критиков и получил две награды на Международном кинофестивале в Локарно и кинофестивале в Париже.
Карьера Насери пошла на взлёт после неожиданной встречи с режиссёром и продюсером Люком Бессоном. Они встретились на съемках фильма «Леон» (1994), в котором молодой актёр сыграл роль полицейского в шлеме в одной из последних сцен. Их пути вновь пересекутся несколько лет спустя, на съёмках клипа Nés sous la même étoile (Рожденные под одной звездой) группы IAM.
В своём фильме Бессон даёт Сами роль Даниэля, молодого таксиста из Марселя со страстью к мощным машинам и сумасшедшим скоростям. Несмотря на прохладные отзывы, фильм «Такси» (1998) оказывается коммерчески успешным. Это толкает продюсеров снимать продолжения: «Такси 2» (2000), «Такси 3» (2003) и «Такси 4» (2007), в которых симпатичный таксист, вопреки своему желанию, служит властям.
В 2006 году актёр получил премию за лучшую мужскую роль в фильме «Патриоты» на Каннском кинофестивале (вместе с другими актёрами этого фильма).
После 2009 года из-за частых проблем с законом стал всё реже появляться на телевидении. В 2015 году сыграл в театральной постановке «L’indien cherche le Bronx» театра «Théâtre du Gymnase».
В 2018 году начал работу над фильмом «Краб», автором сценария и режиссёром, которого выступает его брат Биби Насери. Позже проект был переименован в «Учитель».
В 2019 году снялся в России в мистической драме «Ушедшие в туман» режиссёра Веры Соколовой.
Зимой 2024 года принял участие в ташкентском кинофестивале.

### Личная жизнь
У него есть сын Джулиан, родившийся в 1995 году.В 2005 году Насери женился на актрисе Мари Гийяр.

### Проблемы с законом

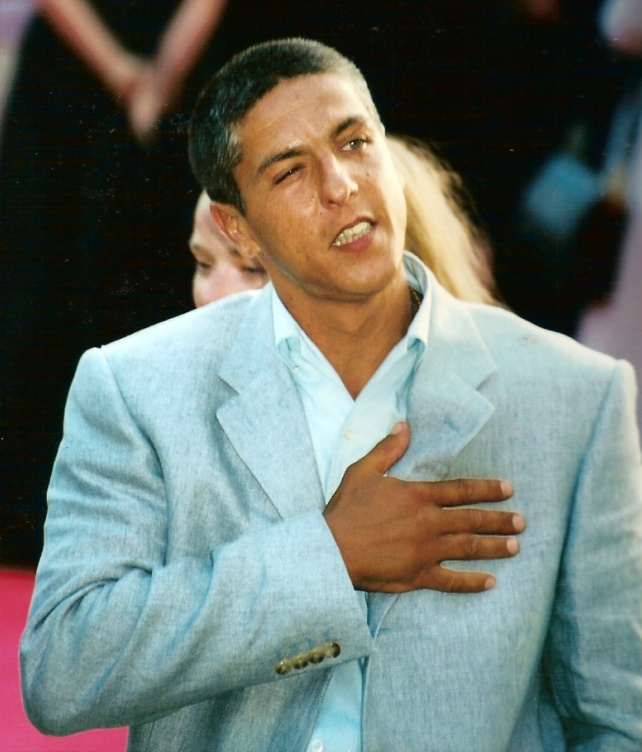
Сами Насери в 2000 году

С 2000 года он регулярно появляется в судебных отчётах за нарушения, которые несколько раз приводили его в тюрьму. Наказывался за нанесение побоев, оскорбления, вождение автомобиля в нетрезвом виде.
В 2003 году Насери был задержан за агрессивное поведение на дороге и последовавшее избиение водителя другого автомобиля. За это он был приговорён к восьми месяцам тюрьмы условно, штрафу 6000 € и лишению водительских прав сроком на три года. Следующий инцидент произошёл с актёром в ноябре 2005 года: на встрече в ресторане, Насери избил стилиста фирмы Von Dutch, за что был приговорён к двум месяцам тюрьмы, которые ему пришлось полностью отсидеть.
Следующий громкий случай произошёл в феврале 2007 года. За насилие над охранником ночного клуба, Насери был приговорён к девяти месяцам тюремного заключения, шесть из которых назначены, как условные. Также актёру был назначен трёхлетний испытательный срок, с обязательным прохождением курса лечения. На том же слушании суд вынес решение по другому делу — оскорблению полицейских, которые были приставлены к Насери после того, как он принял опасную дозу медикаментов в ночь с 17 на 18 января. Суд приговорил актёра к наказанию в виде штрафа 5000 € и месяцу тюремного заключения, которое применяться пока не будет.
14 октября 2008 года Сами Насери по неосторожности сбил сотрудницу парижской полиции. К тому же, он находился за рулём, будучи лишённым водительских прав. Женщина-полицейский серьёзно не пострадала. 5 ноября Парижский исправительный суд приговорил Сами Насери к шести месяцам строгого режима и 7500 € штрафа, а также обязал его пройти курс лечения от алкоголизма.
В январе 2009 года Насери снова попал под стражу: на этот раз за нанесение ножевых ранений.
31 мая 2011 года актёр сел в тюрьму на 16 месяцев, провалив испытательный срок.
6 июля был доставлен в тюремную больницу и помещён в психиатрическое отделение, после попытки суицида. Актёр попытался перерезать себе горло. По данным, сообщаемым сотрудниками тюрьмы, Насери, убить себя не пытался и ни о какой попытке суицида речи нет — госпитализация актёра явилась следствием перенесённой им операции по пересадке почки.
24 июня 2013 года был арестован за драку с наркоторговцами.
В середине января 2014 года подрался с одной из своих подруг. Актёр и его сожительница предстали перед судом 18 марта.
1 марта 2014 года был задержан за то, что угрожал женщине ножом. 14 августа и 13 октября 2014 года задерживался за домашнее насилие.
В мае 2016 года его задержала полиция в Каннах с украинским водительским удостоверением.
5 августа 2018 года был избит в результате конфликта в московском баре, где находился со своим братом Биби. 

## Фильмография

### Кино
- 1980 — Инспектор-разиня / Inspecteur la bavure — в массовке
- 1989 — Французская революция / La Révolution française (в титрах не указан)
- 1994 — Нестор Бурма (серия «Пятый отдел») / Une aventure de Nestor Burma (épisode «Le cinquième procédé») — подручный Фарида (в титрах не указан)
- 1994 — Леон / Léon — полицейский в шлеме (SWAT 1)
- 1994 — Братья: Красная рулетка / Frères: La roulette rouge
- 1995 — Рай / Raï — Нордин
- 1996 — / Double peine — Сэмми
- 1996 — / Malik le maudit — Мохамед
- 1996 — / Coup de vice — Зефф
- 1996 — Зачем? / Pourquoi partir? — Тьерри
- 1997 — / Maintenant ou jamais — Ахмед
- 1997 — Любовь в Париже / Love in Paris — торговец наркотиками #1
- 1997 — / Autre chose à foutre qu’aimer — Ману
- 1997 — Круто ты попал / Bouge! — Zn
- 1997 — Под ногами женщин / Sous les pieds des femmes — Мохаммед
- 1998 — / La dernière des romantiques — Малик
- 1998 — Такси / Taxi — Даниэль Моралес
- 1998 — Песни черни / Cantique de la racaille — Джоэл
- 1998 — Мунир и Анита / Mounir et Anita
- 1999 — / Un pur moment de rock’n roll (Kamel)
- 1999 — Одна за всех / Une pour toutes (Sam Morvan)
- 2000 — Такси 2 / Taxi 2 — Даниэль Моралес
- 2000 — Там … моя страна / Là-bas… mon pays — Иссам
- 2001 — Мальчик с пальчик / Le Petit poucet — солдат
- 2001 — Свободное падение / L’Aîné des Ferchaux — Майк М
- 2001 — Философ / Philosophale
- 2002 — Осиное гнездо / Nid de guêpes (Nasser)
- 2002 — Лига / Féroce — Ален
- 2002 — Раскаяние / La Repentie (Karim)
- 2002 — Бригада по-французски / La Mentale (Yanis)
- 2003 — Такси 3 / Taxi 3 — Даниэль Моралес
- 2003 — / Coup double (короткометражный)
- 2005 — / Bab el web (Kamel)
- 2006 — Патриоты / Indigènes — Яссир
- 2007 — Такси 4 / Taxi 4 — Даниэль Моралес
- 2008 — Девушки и ангелы / Des poupées et des anges — отец
- 2009 — / Cas ID — Пьеро
- 2012 — Без возврата /Voyage sans retour — инспектор Жос
- 2013 — Тип Топ / Tip Top — Гералд
- 2016 — Комната / La pièce — учитель
- 2017 — Супералиби / Alibi.com — водитель такси
- 2018 — Идентификация / Identités — Роджер
- 2019 — Ушедшие в туман — коллекционер-оракул
- 2021 — Спаситель / Redemption Day — Джафар ель Гади
- 2023 — Иммигрант

### Видеоклипы
- 1997 — IAM «Nés sous la même étoile»
- 2005 — Puissance Nord «On lâchera pas le ghetto»
- 2008 — Tunisiano «Je porte plainte»
- 2011 — Kenza Farah «Sans jamais se plaindre»
- 2013 — Роя «Günahsız günahım» — таксист[19]
- 2015 — Niro «Goodkat»
- 2016 — Samy Naceri «Une Seconde chance»
- 2018 — Валерия — «Поставь эту песню ещё раз» — главная мужская роль.

## Награды и номинации
- 1995 — премия Парижского кинофестиваля в категории «Лучший актёр» («Рай»).
- 1995 — премия Международного кинофестиваля в Локарно в категории «Лучший актёр» («Рай»).
- 1999 — номинация на премию «Сезар» в категории «Самый многообещающий актёр» («Такси»).
- 2006 — премия Каннского кинофестиваля в категории «Лучший актёрский ансамбль» («Патриоты»).